# 밤으로의 긴 여로 (1962년 영화)
밤으로의 긴 여로(Long Day's Journey Into Night)는 미국에서 제작된 시드니 루멧 감독의 1962년 영화이다. 캐서린 헵번 등이 주연으로 출연하였고 엘리 A. 랜도 등이 제작에 참여하였다.

## 출연

### 주연
- 캐서린 헵번
- 랠프 리처드슨
- 제이슨 로바즈
- 딘 스톡웰

## 제작진
- 원작자: 유진 오닐
- 프로듀서: 조지 저스틴
- 미술: 리처드 실버트
- 의상: 소피 드바인